# Epistilbita
La epistelbita, también llamado orizita, es un mineral de la clase de los tectosilicatos, dentro de estos del grupo de las zeolitas. Descubierto en 1826, su nombre procede del griego epi (cercano), por ser un tipo de mineral que se encuentra en las mismas cavidades que otro llamado estilbita.
Estudiado de manera imperfecta por August Breithaupt en 1823, la descripción del mineralogista alemán Rose de 1826 es la referencia. Su nombre proviene de la "epi" griega. Está cerca de la estilbita, especie a la que se parece pero sin nada real en común más que el parecido.

## Características químicas
Químicamente es un aluminosilicato de calcio hidratado. Dentro de las zeolitas es de las denominadas "zeolitas tabulares", siendo un dimorfo del mineral goosecreekita. Son frecuentes las siguientes impurezas que le dan distintas tonalidades de color: Fe, Mg, Na o K.

## Formación y yacimientos
Aparece rellenando el interior de cavidades y fisuras en rocas de lava de basaltos, y más rara vez en rocas metamórficas tipo gneisses; en todas ellas se forma por génesis hidrotermal en cavidades, asociada a la calcita y otras zeolitas. Es por tanto un mineral común en muchas partes del mundo por la abundancia de este tipo de rocas.